# Muriaux
Muriaux (/myʀjo/) est une commune suisse du canton du Jura, située dans le district des Franches-Montagnes.

## Géographie
Le territoire communal est situé à l'ouest de la route cantonale qui relie Saignelégier au Noirmont, à 1,8 km au sud-ouest de Saignelégier, sur un plateau froid et peu fertile.
Il est composé des hameaux suivants : Muriaux, Les Émibois, Les Écarres, Les Chenevières, Le Cratat Loviat, Les Peux, Le Roselet, Le Cerneux-Veusil Dessus, Le Cerneux-Veusil Dessous et, depuis 2009, Le Peuchapatte.

## Toponymie
Le nom de la commune, qui se prononce /myʀjo/, est d'origine incertaine. Il pourrait remonter au verbe latin mirari (regarder), sous la forme *mīrătōrĭu, soit un miroir ou un endroit d’où on regarde, ce qui serait cohérent avec l'ancien nom allemand de la commune, Spiegelberg, qui désigne un point de vue, un lieu d'observation.
La première occurrence écrite du toponyme, Murival, date de 1301.

## Population

### Gentilé et surnoms
Les habitants de la commune se nomment les Muriatais (quelquefois les Murivalais). Ils sont surnommés lé Mindje-Miêdje, soit les mange-merde en patois taignon. 
Les habitants de la localité du Cerneux-Veusil sont surnommés les Cerneux des Petits Bœufs (ils auraient été achetés pour une paire de bœufs) et ceux du Peuchapatte, les Vies, soit les vers. 

### Démographie
La commune compte 511 habitants au 31 décembre 2022, pour une densité de population de 30 hab./km2 .
| 1818 | 1850 | 1900 | 1950 | 1970 | 2000 | 2010 |
| ---- | ---- | ---- | ---- | ---- | ---- | ---- |
| 745  | 801  | 908  | 530  | 392  | 430  | 486  |

## Histoire
La commune du Peuchapatte est rattachée à la commune de Muriaux depuis le 1er janvier 2009.

## Transports
Ligne La Chaux-de-Fonds – Le Noirmont – Glovelier des Chemins de fer du Jura.